# World in Conflict: Soviet Assault
World in Conflict: Soviet Assault — дополнение, созданное компаниями Massive Entertainment и Swordfish Studios для компьютерной игры World in Conflict. Основное новшество этого дополнения — добавление сюжетной кампании за Советский Союз.
Soviet Assault должен был выйти в 4 квартале 2008 года на Xbox 360 и PlayStation 3 как полноценная игра и на PC как дополнение к World in Conflict. Впоследствии версия для консолей была отменена. Игра вышла в 2009 году, 10 марта в США, 12 марта в ЕС и 29 апреля в России.

## Игровой процесс
Дополнение добавляет новую сюжетную кампанию и 2 новые карты для многопользовательской игры: «Стена» и «Фьорд». В новоявленной советской кампании, в миссии в Берлине под управление игрока берётся отряд спецназа «Альфа», вооружённый АС «Вал»; в миссии на норвежском побережье, игроку дают возможность испытать в бою новый тип зажигательных бомб, однако в остальной игре эти новые виды тактической поддержки и войск отсутствуют.
В Soviet Assault советская сюжетная кампания переплетается с миссиями из оригинальной игры. Без прохождения миссий за США невозможна дальнейшая игра за СССР. Обе кампании образуют историю всего конфликта в World in Conflict.
Ранее говорилось, что в игре появится водная техника и карты на 10 игроков, однако, в конце концов, эти новшества не были реализованы. Версии для консолей должны были иметь возможность использования голосового управления для запроса подкреплений.

### Игра через интернет
Пользователи оригинальной игры и нового дополнения способны играть вместе, так как для World in Conflict было выпущено специальное обновление до версии 1.010. Кроме различных изменений, в этом обновлении разработчики сделали многопользовательскую игру оригинальной игры совместимой с мультиплеером Soviet Assault.

## Сюжет
В Soviet Assault было добавлено 6 новых сюжетных миссий. В них игроку предстоит взять на себя роль лейтенанта Советской армии Романова, который наряду с капитаном ВДВ Николаем Малашенко и майором КГБ Валерием Лебедевым служит под началом полковника Владимира Орловского. Николай Малашенко приходится племянником полковнику, а Валерий Лебедев, который по совместительству, зять министра обороны СССР, старым другом.

### Битва за Западный Берлин
Главные события в World in Conflict: Soviet Assault начинаются с того, что июньской ночью 1989 года, небольшой отряд спецназа под контролем игрока проникает на аванпост вооружённых сил США, расположенный недалеко от Берлинской стены, в Западной части Берлина. Полковник докладывает, что по плану «Одесса», до начала основного наступления Советской армии, войскам игрока необходимо заложить взрывчатые заряды под двумя установками ПВО, которые будут взорваны сразу после начала боевых действий. Успешно выполнив задание, отряд выдвигается к точке эвакуации, а Орловский советует лейтенанту Романову подготовиться перед скорым наступлением.
Утром, после уничтожения части Берлинской стены начинается основное наступление советских войск. Силы Советской армии продвигаются вперёд, пытаясь уничтожить части 6-го танкового батальона армии США. Советские силы громят вооружённые части США и начинают вторжение в Западную Германию, тем самым начиная Третью мировую войну.

### Вторжение в США
Спустя несколько месяцев после начала войны, советские войска неожиданно вторгаются в Западную часть США и захватывают Сиэтл. По мере вторжения лейтенанту Романову и капитану Малашенко приказывают разобраться с очагами сопротивления расположенными в сельской местности. Советские войска атакуют командный пункт партизан и захватывают их лидера. Активное сопротивление партизанских отрядов силам Советской армии выводят из себя молодого капитана. После прибытия на место расположения советских частей, полковник Орловский находит Малашенко приказывающего отряду автоматчиков расстрелять нескольких гражданских, для того чтобы деморализовать американцев. Полковник устраивает ему выговор и грозит ему разжалованием в случае, если ещё раз узнает о неподобающем поведении капитана.

### Норвежский рейд
После этого в виде миссий следуют воспоминания Романова о вооружённом рейде советских войск в Норвегии и защите лагерей военнопленных в Мурманской области. Операция в Норвегии проводится с целью уничтожения сил ПВО НАТО на побережье, чтобы открыть коридор бомбардировщикам ВВС СССР для совершения боевых вылетов на территорию Великобритании и других стран Западной Европы, тем самым давая Советскому Союзу преимущество в затянувшейся войне. Используя экранопланы «Лунь» ударная группа успешно захватывает побережье в Северной Норвегии. По мере продвижения войск, Романову дают задачу испытать в бою новый тип зажигательных бомб. В конце концов, рейд заканчивается успехом, но вскоре Орловский узнаёт о том, что силы НАТО проводят операцию в тылу СССР под Мурманском и ему приказывают возвращаться назад.

### Бои под Мурманском
После прибытия, войска Орловского закрепляются в окрестностях Оленегорска, для того, чтобы отбить атаку войск НАТО на лагерь военнопленных, который расположен в районе карьера. В то же время капитан Малашенко получает известие о гибели своей жены и дочери под американскими бомбардировками и, со злостью, призывает "и дальше бить НАТОвцев", чтобы они больше не смогли ступить на советскую землю. Советские войска останавливают части сил НАТО и из воспоминаний о битвах в Европе, игра возвращает нас обратно в Западную часть США.

### Эвакуация из Сиэтла
Советские части отступают из разрушенного ядерным ударом Каскейд-Фолз для того, чтобы перегруппироваться в Сиэтле и контратаковать. Лейтенант Романов командует воздушными силами, его цель - защищать советскую колонну грузовиков с ранеными. Осознавая невозможность дальнейших военных действий на американской земле, Орловский отдаёт приказ на полную эвакуацию советских частей с побережья США, однако Малашенко, сходя с ума, заявляет, что это измена родине, и в ярости, убивает полковника. Майор Лебедев получает командование над частями Советской армии и продолжает отступление, не проинформировав об этом Малашенко. Капитан со своими войсками продолжает атаковать американцев в районе Сиэтла, надеясь встретить достойную смерть в бою.

## Отзывы
| Сводный рейтинг | Сводный рейтинг |
| Агрегатор       | Оценка          |
| --------------- | --------------- |
| GameRankings    | 69,64 %         |